# Eckart Bueren
Eckart Bueren (* 1979) ist ein deutscher Rechtswissenschaftler.

## Leben
Er studierte der Rechtswissenschaft an den Universitäten Münster und Bonn (2005 Erste Juristische Staatsprüfung; 2007 Zweite Juristische Staatsprüfung; 2011 Promotion an der Universität Bonn bei Daniel Zimmer; 2011 Diplom-Volkswirt an der Fernuniversität Hagen; 2018 Habilitation an der Bucerius Law School bei Holger Fleischer). Von 2010 bis 2011 war er wissenschaftlicher Mitarbeiter bei Daniel Zimmer. Von 2011 bis 2018 war er wissenschaftlicher Referent am Max-Planck-Institut für ausländisches und internationales Privatrecht. Seit 2019 lehrt er auf dem Lehrstuhl für Bürgerliches Recht, Kartellrecht, Handels- und Gesellschaftsrecht sowie Rechtsvergleichung an der Universität Göttingen.
Seine Forschungsschwerpunkte sind bürgerliches Recht, Wettbewerbs- und Kartellrecht, Kapitalmarktrecht, Handels- und Gesellschaftsrecht, ökonomische Analyse des Rechts, Rechtsvergleichung.

## Schriften (Auswahl)
- Verständigungen – Settlements im Kartellbußgeldverfahren. Eine Untersuchung des Vergleichsverfahrens der Kommission mit einer rechtsvergleichenden und rechtsökonomischen Analyse. Baden-Baden 2011, ISBN 3-8329-7025-8.
- mit Tobias Veith und Kai Hüschelrath: Time is money – how much money is time? Interest and inflation in competition law actions for damages. Mannheim 2014.
- Der Rechnungsschock. Hinweispflichten im Bürgerlichen Recht und ihre Grenzen. Rechtsdogmatik, Rechtsvergleichung, Rechtsökonomik. Tübingen 2018, ISBN 3-16-156054-X.